# Il cavaliere dell'Arizona
Il cavaliere dell'Arizona (Arizona) è un film muto del 1918 diretto da Douglas Fairbanks (anche sceneggiatore, attore e produttore) e Albert Parker (non accreditato). Il soggetto, che era già stato portato sullo schermo nel 1913, è tratto dall'omonimo lavoro teatrale di Augustus E. Thomas, all'epoca famoso commediografo, pièce che era andata in scena in prima a Chicago il 12 giugno 1899.
Il film fu l'esordio cinematografico per la sedicenne Marguerite De La Motte che, in seguito, avrebbe interpretato svariati film a fianco di Douglas Fairbanks.

## Trama

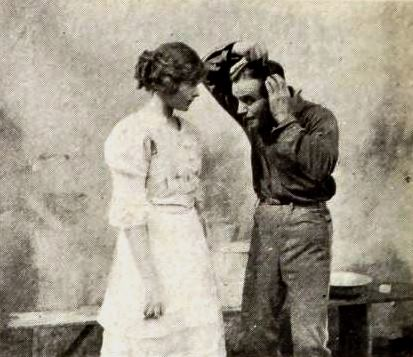
Marjorie Daw e Douglas Fairbanks

Arruolato nel corpo di Cavalleria degli Stati Uniti, il tenente Denton si innamora di Bonita Canby, la figlia di un ricco ranchero. La moglie del comandante del reggimento, Estrella Benham, cerca intanto consolazione dall'anziano marito tra le braccia più giovani e vigorose del capitano Hodgeman, un cacciatore di dote. Ascoltando per caso i piani di fuga di Estrella con il capitano, Denton interviene: strappa i gioielli di Estrella dalle mani di Hodgeman e butta fuori dalla stanza l'uomo. Il ritrovarsi solo con Estrella induce in equivoco il comandante che crede che Denton insidi sua moglie. Per non denunciare Estrella, il tenente resta zitto e subisce l'infamia di essere cacciato dall'esercito. Trova lavoro dal padre di Bonita ma il vecchio Canby si lascia suggestionare dalle parole malevole di Hodgeman, che vuole vendicarsi di Denton e prendersi lui la ragazza. Così, quando Denton si dichiara, Canby gli rifiuta la mano della figlia. Bisognerà aspettare che Estrella alla fine scagioni l'innocente Denton che, finalmente, sarà libero di sposare la sua bella.

## Produzione
Il film fu prodotto dalla Douglas Fairbanks Pictures.

## Distribuzione
Il copyright del film, richiesto dalla Douglas Fairbanks Pictures Corp., fu registrato il 9 dicembre 1918 con il numero LP13159.
Distribuito dalla Artcraft Pictures Corporation e dalla Paramount Pictures, il film uscì nelle sale cinematografiche degli Stati Uniti l'8 dicembre 1918.
Non si conoscono copie ancora esistenti della pellicola che viene considerata presumibilmente perduta.